# Guillermo Carnero
(Guillermo Carnero, Vecchiaia di Giambattista Tiepolo - Poesie archeologiche)
Guillermo Carnero Arbat (Valencia, 1947) è un poeta e letterato spagnolo.

## Biografia
È stato annoverato fin dal suo esordio nella corrente dei cosiddetti Nueve novísimos poetas españoles, una delle più rilevanti del panorama poetico contemporaneo ispanico (in una ormai rinomata antologia curata da Josep María Castellet, uscita nel 1970 e ripubblicata nel 2010). 
Professore di storia delle letterature del XVIII e XIX secolo, Carnero ha dedicato particolare attenzione al Romanticismo e alle avanguardie. Laureato in Scienze economiche con un dottorato in filologia spagnola, è cattedratico di letteratura spagnola presso l'Università di Alicante dal 1986. È stato visiting professor presso le università statunitensi della Virginia, di Berkeley e di Harvard. Ha coordinato la redazione dei volumi 6, 7 e 8 della Historia de la Literatura Española, fondata da Ramón Menéndez Pidal.. 
È membro del consiglio editoriale delle riviste Hispanic Review, Dieciocho, Ínsula, Castilla, Voz y Letra, La Nueva Literatura Hispánica, Studi Ispanici, e dirige fin dalla fondazione la rivista Anales de Literatura Española. Svolge un'intensa attività come conferenziere in varie università spagnole, europee ed americane. È stato a lungo critico letterario per El País, El Mundo, Ínsula, Letras Libres e altri periodici nazionali. È autore di sei volumi di critica letteraria. 
Ha pubblicato quindici libri di poesia a partire dal 1967. Sono uscite inoltre due raccolte di suoi testi poetici nel 1979 e nel 1998. Le sue poesie sono state tradotte in tedesco, bulgaro, ceco, francese, olandese, inglese, italiano.
È stato insignito di numerosi premi letterari: il Premio de la Crítica (1999), il Premio Nacional de Literatura (2000) e quello della Crítica Valenciana (2000) per il suo libro Verano inglés; il Premio Fastenrath della Real Academia Española (2002) per Espejo de gran niebla; e il Premio Internacional de Poesía Fundación Loewe (diciottesima edizione) per Fuente de Médicis (2006). Nel 2002 ha ricevuto per la seconda volta il premio della Crítica Literaria Valenciana, alla carriera. 
La poesia di Carnero è caratterizzata da un ermetismo filosofico molto raffinato, continuamente teso fra visione e domanda. Nel percorso della sua opera si osserva un procedimento di estraniamento mediato da sempre più approfondite meditazioni e rielaborazioni sull'arte, che scaturisce in uno stile proprio, preziosamente misurato e al contempo potente, voce dell'uomo contemporaneo intento ad osservare e interrogare l'elemento imperituro di una cultura ormai smarrita.

## Premi
- Premio de la Crítica de poesía castellana, per Verano inglés, (1999)
- Premio Nacional de Poesía, per Verano inglés, (2000)
- Premio Fastenrath, per Espejo de gran niebla, (2002)
- Premio Lluís Guarner (2003)
- Premio Internacional de Poesía Fundación Loewe, per Fuente de Médicis, (2005)

## Opere

### Poesia
- Dibujo de la muerte (1967)
- Libro de horas (1967)
- Modo y canciones del amor ficticio (1969)
- Barcelona, mon amour (1970)
- El sueño de Escipión (1971)
- Variaciones y figuras sobre un tema de La Bruyère (1974)
- El azar objetivo (1975)
- Ensayo de una teoría de la visión, poesía 1966-1977, introduzione di Carlos Bousoño (1979)
- Música para fuegos de artificio (1989)
- Divisibilidad indefinida (1990)
- Dibujo de la muerte. Obra poética, (1998); 2ª edizione corretta e ampliata Dibujo de la muerte. Obra poética (1966-1990), (2010), a cura di Ignacio Javier López
- Verano inglés (1999), Premio de la Crítica, Premio Nacional de Literatura e Premio Fastenrath
- Espejo de gran niebla (2002)
- Poemas arqueológicos (2003)
- Fuente de Médicis (2006). Premio Fundación Loewe
- Cuatro Noches Romanas (2009)
- Regiones devastadas (2017), Fundación José Manuel Lara, Siviglia. Contiene una nuova pubblicazione dei Poemas arqueológicos

### Saggi e articoli rilevanti
- El grupo "Cántico" de Córdoba. Un episodio clave en la historia de la poesía española de posguerra (1976)
- Los orígenes del Romanticismo reaccionario español. El matrimonio Böhl de Faber (1978)
- La cara oscura del Siglo de las luces (1983)
- La corte de los poetas. Los últimos veinte años de poesía española en castellano, Revista de Occidente, n. 23 (aprile 1983)
- Las armas abisinias. Ensayos sobre literatura y arte del siglo XX (1989)
- Estudios sobre el teatro español del Siglo XVIII (1997)
- Espronceda (1999)
- Poéticas y entrevistas 1970-2007, Málaga, Centro Cultural Generación del 27 (2008)

### Curatele
- Antología de los poetas prerrománticos españoles, Barcelona, Barral, 1970
- El Valdemaro, di Vicente Martínez Colomer (1985)
- Obras raras y desconocidas, vol. I, di Ignacio de Luzán (1990)
- El Rodrigo. Eudoxia. Selección de odas, di Pedro de Montengón (1990)
- La Eumenia. Oderay di Gaspa Zavala y Zamora (1992)
- Antología poética, di Juan Gil-Albert (1993)
- Voz de la naturaleza, di Ignacio García Mal (1995)
- Doña María Pacheco. Tragedia, di Ignacio García Malo (1996)
- Memoria sobre espectáculos. Informe sobre la Ley Agraria, di Gaspar Melchor de Jovellanos (1997)
- Las ilusiones, con los poemas de El convaleciente, di Juan Gil-Albert (1998)
- El Rodrigo, di Pedro Montengón (2002)
- Obras raras y desconocidas di Ignacio de Luzán, vol. II (2003)

### Traduzioni in italiano

#### Antologie
- Poesia della metamorfosi, trad. di Fabio Doplicher, Roma, Stilb, 1984
- Cinco pesetas di stelle, trad. di Emilio Coco, Bari, Vallisa, 1985
- Abanico. Antologia della poesia spagnola d’oggi, trad. di Emilio Coco, Bari, Levante, 1986
- L'Anno di poesia 1986, trad. di Roberto Mussapi, Milano, Jaca, 1986
- Approdi. Antologia di poesia mediterranea, trad. di Emanuele Bettini, Milano, Marzorati, 1996

#### Raccolta
- Poesie scelte (1967-2009), trad. di Francesco Luti, Mauro Pagliai Editore - Polistampa, Firenze, 2014